# Nikex
A NIKEX Nehézipari Külkereskedelmi Vállalat egy állami vállalat volt a Magyar Népköztársaság időszakában. 

## Története
1948. augusztus 31-én alapították. Neve a NIK + ex szótagokból áll, utalásként arra, hogy alapításakor az állami iparirányításra létrehozott Nehézipari Központ vállalatainak termékeit exportálta. 1990-ben - az ÁVÜ egyetértésével - a külkereskedelmi vállalat létrehozta a Nikex Kereskedelmi Rt-t. 
A Nikex székházának a Hungária Televízió Alapítvánnyal való ingatlancseréje ügyében Török Ferenc SZDSZ-es országgyűlési képviselő a legfőbb ügyészhez fordult.

## Székhelye
Eredetileg: Budapest, V. József nádor tér 5-6. 1979-ben készült el a vállalat új székháza Budapesten a Krisztinavárosban, az 1016 Mészáros u. 48-54. alatt. (1994-2011 között Duna Televízió székháza volt, 2010-ig.) 2021 óta a Színház- és Filmművészeti Egyetem Zsigmond Vilmos Mozgóképművészeti Intézete működik benne. (2019-ben az épület mellett a Zsolt utca torkolatában, a benzinkúttal szemben ALDI áruház nyílt.)

## Profilja
Feladata vas-, fém-, gép- és villamosipari gyártmányok, vegyipari gépek, ipari kemencék, szállító- és emelőberendezések, valamint vasúti, légi és vízi járművek kivitele és behozatala volt.